# Cantone di La Seyne-sur-Mer-1
Il Cantone di La Seyne-sur-Mer-1 è una divisione amministrativa dell'Arrondissement di Tolone.
È stato istituito a seguito della riforma dei cantoni del 2014, che è entrata in vigore con le elezioni dipartimentali del 2015.

## Composizione
Comprende solo parte del comune di La Seyne-sur-Mer.